# 조산초등학교 (인천)
조산초등학교는 대한민국 인천광역시 강화군에 있는 공립 초등학교이다.

## 학교 연혁
- 1934. 04. 01 양도공립보통학교 부설 조산 간이학교로 인가
- 1943. 04. 01 조산공립보통학교로 승격 개교
- 1945. 10. 01 제1대 박영택 교장 부임
- 1949. 06. 28 제1회 졸업식(34명)
- 1982. 03. 01 조산초등학교 병설유치원 개원
- 1996. 03. 01 조산초등학교로 개명
- 2003. 06. 30 2개 교실 증축
- 2005. 08. 24 과학실 현대화 사업
- 2006. 07. 20 학교 숲 조성사업 완공
- 2007. 05. 04 방송실 설치
- 2008. 09. 10 도서실·보육교실·보건실 증축
- 2008. 12. 02 방범 및 생활지도용CCTV 4대 설치 운영
- 2009. 08. 14 복도 환경 개선
- 2009. 12. 31 학교특성화 우수교 선정
- 2010. 12. 31 교육력 우수학교(학력향상부문) 선정
- 2011. 02. 28 병설유치원 마니산유치원으로 합병
- 2011. 09. 09 운동장 펜스 설치
- 2011. 09. 25 강화군 축구연합회장기 우승(2부)
- 2012. 03. 01 교육복지우선학교 지정
- 2012. 03. 01 제24대 장선희 교장 취임
- 2013. 02. 06 스마트교육 정책추진학교 선정
- 2013. 08. 12 운동장 놀이시설 설치
- 2013. 08. 17 구령대 및 급식소 인테리어 공사
- 2013. 08. 19 교실바닥원목마루 교체 및 출입문 교체 공사
- 2014. 07. 28 학교평가(교육성과부문) 우수학교 선정
- 2014. 08. 15 학교 교사동 내부 및 급식소 조리실 도장공사
- 2015. 02. 13 제67회 졸업식(남7, 여3, 계10명 총 3,660명)
- 2015. 03. 01 7학급 편성 운영(특수학급1 포함)